# عبد الله بن عنمة الضبي
عبد الله بن عنمة الضبي وهو عبد الله بن عنمة بن حوثان بن ثعلبة ين ذؤيب الضبي، إلا أن الأنباري يَعده من بني غيظ بن السيد. وابن عنمة شاعر من عداد المخضرمين؛ إذ أدرك معركة القادسية وكان في جيش المسلمين فيها. وكان ابن عنمة قد تزوج من بني شييان حيث أن كان نزولا فيهم. وقد أثبت له المفضل الضبي والأصمعي قصيدة يمتدح بها الحوفزان الحارث بن شريك ويصفه فيها بالحرّاب، كما أثبت المفضل كذلك له مقطوعة بائية تتصل بعلاقة قبيلة الشاعر بقبيلة أخرى.